# Dogman
Dogman és una pel·lícula italiana de drama criminal del 2018 dirigida per Matteo Garrone. Està inspirada en fets reals que involucren Er Canaro. Va ser seleccionada per competir per la Palma d'Or al Festival de Canes de 2018. A Canes, Marcello Fonte va guanyar el premi al millor actor. Encara que va ser seleccionada com a entrada italiana a la millor pel·lícula de parla no anglesa als 91ns Premis Oscar, no va ser nominada. S'ha doblat en català per La 2, que va emetre-la per primer cop el 15 d'octubre de 2022; anteriorment s'havia subtitulat al català.

## Repartiment
- Marcello Fonte com a Marcello
- Edoardo Pesce com a Simone ("Simoncino")
- Alida Baldari Calabria com a Alida
- Nunzia Schiano comla mare de Simoncino
- Adamo Dionisi com a Franco
- Francesco Acquaroli com Francesco